# Turbucz Dávid
Turbucz Dávid (Budapest, 1984. szeptember 29. –) magyar történész, a Magyar Tudományos Akadémia Bölcsészettudományi Kutatóközpont Történettudományi Intézetének tudományos munkatársa (Horthy-korszak témacsoport).

## Életpályája
Történelem és politológia szakon végzett az Eötvös Loránd Tudományegyetemen (Budapest).  2012 óta a Magyar Tudományos Akadémia Bölcsészettudományi Kutatóközpont Történettudományi Intézetének munkatársa. Az Eszterházy Károly Főiskola Magyarország története 1918-tól napjainkig programon doktorált 2015-ben; első kötete Horthy Miklós címen 2011-ben, PhD-disszertációja bővített változata (A Horthy-kultusz) 2015-ben jelent meg.

### Kutatási területe:[1]
- Horthy-kultusz (1919–1944)
- Horthy Miklós megítélésének története (1915-től napjainkig)
- Horthy Miklós élete

## Fontosabb művei[1]
- A politikai rendszer jellege a Horthy-korszak első tíz évében. Múltunk, 52. (2007) 4. 228–254.
- A „Trianon-trauma”, avagy nemzeti önértékelések tévúton. Politika.hu, 1. (2007) 3. 17–18.
- Az új Árpád honfoglalása. Horthy-naptár a magyar nemzet újjászületésének emlékére. Rubicon, 18. (2007) 10. 20–21.
- Két beszéd. Két miniszterelnök-jelölő kongresszus. Politika.hu, Új folyam 1. (2008) 3–4. 104–108.
- A Horthy-kultusz. In: A magyar jobboldali hagyomány. Szerk. Romsics Ignác. Bp., 2009. 138–166.
- A Horthy-kultusz kezdetei. Múltunk, 54. (2009) 4. 156–199.
- Horthy Miklós „országlásának” tizedik évfordulója. Első Század. Tudományos folyóirat. ELTE BTK HÖK, OTDK különszám 2009. 187–213.
- A Horthy-kultusz. Rubicon, 20. (2009) 1–2. 36–42.
- Nemzeti szocializációs problémák a rendszerváltozás utáni Magyarországon. Politika.hu, Új folyam 2. (2009) 1. 78–83. (Javított és bővített változata megjelent a Politika.hu 2009/2–4. számában.)
- Vezérkultusz és nyilvánosság. Horthy Miklós „országlásának” húszéves jubileuma (1939–1940). Médiakutató, 11. (2010) 2. 101–122.
- Az adriai hadszíntér és a folyami háború. In: Magyarország az első világháborúban. Szerk. Romsics Ignác. Bp., 2010. 110–119.
- Trianon hatása a magyar közgondolkodásra. Limes, 23. (2010) 1. 127–130.
- Horthy Miklós hetvenötödik születésnapja. In: „…nem leleplezni, hanem megismerni és megérteni”. Tanulmányok a 60 éves Romsics Ignác tiszteletére. Szerk. Gebei Sándor, ifj. Bertényi Iván, Rainer M. János. Eger, 2011. 451–463.
- A Horthy-kultusz és a radikális jobboldal. (1919–1924). In: Visszatekintés a 19–20. századra. Főszerk. Erdődy Gábor. ELTE Történelemtudományok Doktori Iskola, Új- és Jelenkori Magyar Történeti Program, Bp., 2011. 112–126.
- Az „országépítő” kormányzó képének megjelenése az 1920-as évek második felében. Kommentár, (2011) 3. 32–44.
- Horthy Miklós. Bp., 2011. (254 oldal + 16 oldal képmelléklet)
- A vezérkövetés kultusza. Horthy Miklós születésnapjai, 1919–1944. Múlt-kor, (2011) 4. 38–45.
- Kultusz és ellenkultusz. Mozgó Világ, 38. (2012) 8–9. 19–26.
- Horthy Miklós, az „országgyarapító”. Kommentár, 7. (2012) 4. 71–80.
- A Horthy-kultusz vallásos jellegéről. In: Kultusz és propaganda. Szerk. Ballabás Dániel. Líceum Kiadó, 2012, Eger. 27–40. [Az Eszterházy Károly Főiskola Történelemtudományi Doktori Iskolájának kiadványai. Konferenciák és műhelybeszélgetések V.]
- Egy államfői utazás kultikus értelmezése. Horthy Miklós római és bécsi útja 1936 november végén. Korunk, 23. (2012) 11. 82–87.
- Horthy Miklós antiszemitizmusa ‒ A kormányzó szerepe a zsidóság sorsának alakulásában 1919 és 1944 között. Kommentár, 7. (2012) 5. 51–64.
- Vezérkultusz mint háborús propaganda. A Horthy-imázs a német megszállók szolgálatában. Múlt-kor (2012) 4. 34–39.
- A nürnbergi tanú. Az elmaradt felelősségre vonás és a szembenézés hiánya. Múlt-kor (2012) 4. 58–67. [Társszerző: Gellért Ádám.]
- Tizenöt éve a nemzet élén: 1934. november 16. Horthy Miklós vezérkultusza Gömbös Gyula miniszterelnöksége idején. In: Doktorandusz hallgatók 1. konferenciája. 2012. május 9. Szerk. Ballabás Dániel. Líceum Kiadó, 2013, Eger. 19–33. [Az Eszterházy Károly Főiskola Történelemtudományi Doktori Iskolájának kiadványai. Konferenciák és műhelybeszélgetések VII.]
- Háborús hősből kormányzó. BBC History, 3. (2013) 1. különszám. 134–137.
- Antall József miniszterelnök Horthy-képe. In: Búvópatakok – széttekintés. Szerk. Rainer M. János. 1956-os Intézet, Bp., 2013. 177–199. [Évkönyv XIX.]
- Horthy Miklós. 2. bőv. jav. kiad. Napvilág, Bp., 2014. 293. + 16 oldal képmelléklet
- A vezér két teste: a test szerepe Horthy Miklós vezérkultuszában. BUKSZ, 26. (2014) 1. 45–49.
- A sajtó szerepe a Horthy-kultusz építésében: A politikai hatalom elvárásai a magyar állampolgárokkal szemben. In: A sajtó kultúraközvetítő szerepe 1867–1945. Tanulmányok. Szerk. Paál Vince. Bp., 2014. 99–111.
- Adalékok Horthy Miklós életrajzához. Századok, 148. (2014) 3. 816–818.
- Erich Körner-Lakatos: Horthy Miklós. Bruchstücke und Ergänzungen. Edition Octopus, Münster, 2011. 455.
- A jobboldali radikálisok Horthy-képe a rendszerváltozás után. In: Búvópatakok – mélyfúrások. Magyar jobboldali – 1945 után. Szerk. Rainer M. János. Bp., 2014. 249–273. [Évkönyv XX.]
- Hitler és Horthy kapcsolata. BBC History, 4. (2014) 1. különszám. 12–17.
- Országházi kultusz. In: A Nemzet Főtere: Az Országgyűlés Hivatalának kiadványa a Kossuth tér történetéről. Főszerk. Ablonczy Bálint. Bp., 2014. 70–77.
- A magyar történettudomány Horthy-képe (1945–1989). Történelmi Szemle, 56. (2014) 4. 663–688.
- Horthy-képek a magyar sajtóban 1945 és 1956 között. Médiakutató, 15. (2014) 4. 25–33.
- Egy Horthy-kori alternatív (nemzetiszocialista) elit. Múltunk, 59. (2014) 4. 260–266.
- Átpolitizált vallásosság a Horthy-korszakban. Horthy Miklós vezérkultusza. In: A médiatörténet és az egyháztörténet metszéspontjai. Tanulmányok. Szerk. Klestenitz Tibor. Bp., 2015. 115–128.
- Horthy Miklós az 1945–1989 közötti történelemtankönyvekben. Múlt-kor, 6. (2015) 1. 112–117.
- A Horthy-kultusz, 1919–1944; MTA BTK TTI, Bp., 2015 (Magyar történelmi emlékek. Értekezések)
- A Horthy-kultusz, 1919–1944; 2. jav. kiad.; MTA BTK TTI, Bp., 2016 (Magyar történelmi emlékek. Értekezések)
- Horthy Miklós; Kossuth, Bp., 2018 (Sorsfordítók a magyar történelemben)

## Kapcsolódó oldalak
- Horthy Miklós

## Videók
- https://www.youtube.com/watch?v=cf24kl_cKq4
- https://www.youtube.com/watch?v=aB_4u7S5x-w
- http://videotorium.hu/hu/recordings/details/7254,Atpolitizalt_vallasossag_a_Horthy-korszakban
- http://videotorium.hu/hu/recordings/details/2250,Egy_korszak_es_nevadoja_-_A_Horthy-kultusz